# Gohlig
Der Gohlig (auch Goldene Höhe) ist eine Erhebung im Erzgebirgsvorland unweit von Dresden in Sachsen.

## Lage und Umgebung
Der Gohlig erhebt sich fünf Kilometer östlich von Freital und etwa sieben Kilometer südlich von Dresden. An den flach geneigten Abhängen der Erhebung erstrecken sich die Ortsteile Rippien, Hänichen und Welschhufe der Gemeinde Bannewitz. An der Westflanke verläuft die Bundesstraße 170 und die Trasse der 1951 aufgelassenen Windbergbahn.
Der in der Nähe befindliche Lunapark wurde 1998/99 von der AG Landschaftspflege der Gemeinde Possendorf als Aussichtspunkt mit Sitzgelegenheit gestaltet.

## Name
Der Name Gohlig steht im Sorbischen für „kahle, unbewaldete Höhe“.

## Geologie
Der Gipfel des Berges besteht aus Quadersandsteinen, wie sie auch aus dem Elbsandsteingebirge bekannt sind. Die Basis des Berges besteht hingegen aus Gneis-Konglomeraten aus dem Rotliegend des Döhlener Beckens. Darin eingeschaltete Steinkohleflöze waren im 19. Jahrhundert Gegenstand eines regen Bergbaues.

## Geschichte
Die Geschichte reicht bis ins Jahr 1200 vor unserer Zeit. 1929 wurden auf dem Berg zwei Urnengräber aus der jüngeren Bronzezeit entdeckt.
Im Jahr 1844 begann der Rippiener Bauer Traugott Baum auf dem Gipfel des Berges mit einem sonntäglichen Bierausschank. Seit etwa 1900 befand sich das Berggasthaus Goldene Höhe auf dem Gohlig, welches sich dank des nahen Bahnhofes Hänichen-Goldene Höhe zu einem beliebten Ausflugslokal und Ball-Etablissement entwickelte. Die Einstellung des Personenverkehrs auf der Windbergbahn 1957 führte zu nachlassender Nachfrage. Nach Schließung der Gaststätte im Jahr 1965 verfiel der Bau zusehends. Da keine der geplanten Nutzungsvarianten realisiert werden konnte, verbrachte man die steinernen Überreste der Gaststätte in den nahegelegenen Steinbruch. Die Natur hat inzwischen das Gelände zurückerobert.
An der West- und Südseite bestanden Ende des 19. Jahrhunderts die Steinkohlenwerke Beharrlichkeitsschacht, Beckerschacht und Berglustschacht, von denen kaum mehr Reste im Gelände auszumachen sind. Der seit etwa 1500 bestehende Sandsteinabbau wurde 1914 eingestellt.
1865 wurde auf dem Gohlig ein steinerner Vermessungspunkt 1. Ordnung der Mitteleuropäischen Gradmessung (Nagelsche Säule) aufgestellt. Wegen Sichtproblemen zu den benachbarten Vermessungspunkten wurde die Säule dann allerdings für das Netz 2. Ordnung verwendet. Die Nagelsche Säule wurde direkt vor Ort aus Sandstein hergestellt und ist etwa vier Meter hoch. In den Jahren 2001 bis 2006 wurde sie durch den Landesverein Sächsischer Heimatschutz, Regionalgruppe Goldene Höhe, restauriert.
Mit dem Bau der zwei 1000 m³ fassenden Wasserbehälter wurde 1920 begonnen.
1993 wurde auf dem Gohligweg unweit der Bergkuppe ein markanter, weithin sichtbarer 63 Meter hoher Mobilfunkturm errichtet.

## Galerie

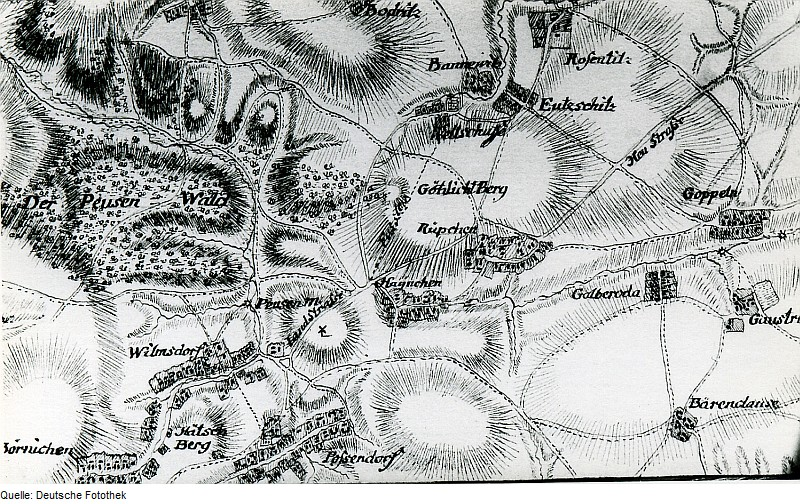
Der „Göhlichtberg“ auf einer Karte aus dem 18. Jahrhundert
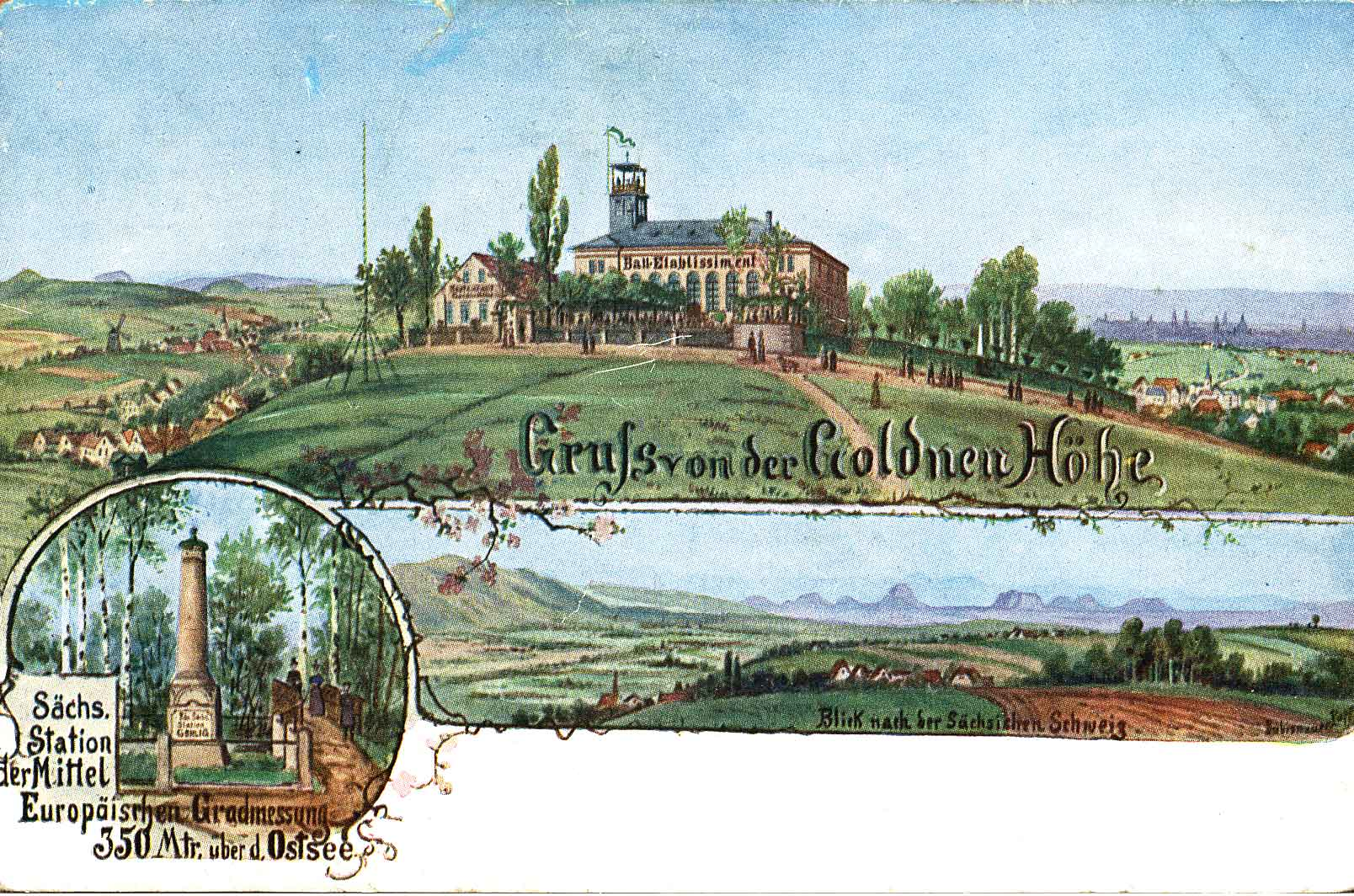
Ausflugslokal Goldene Höhe
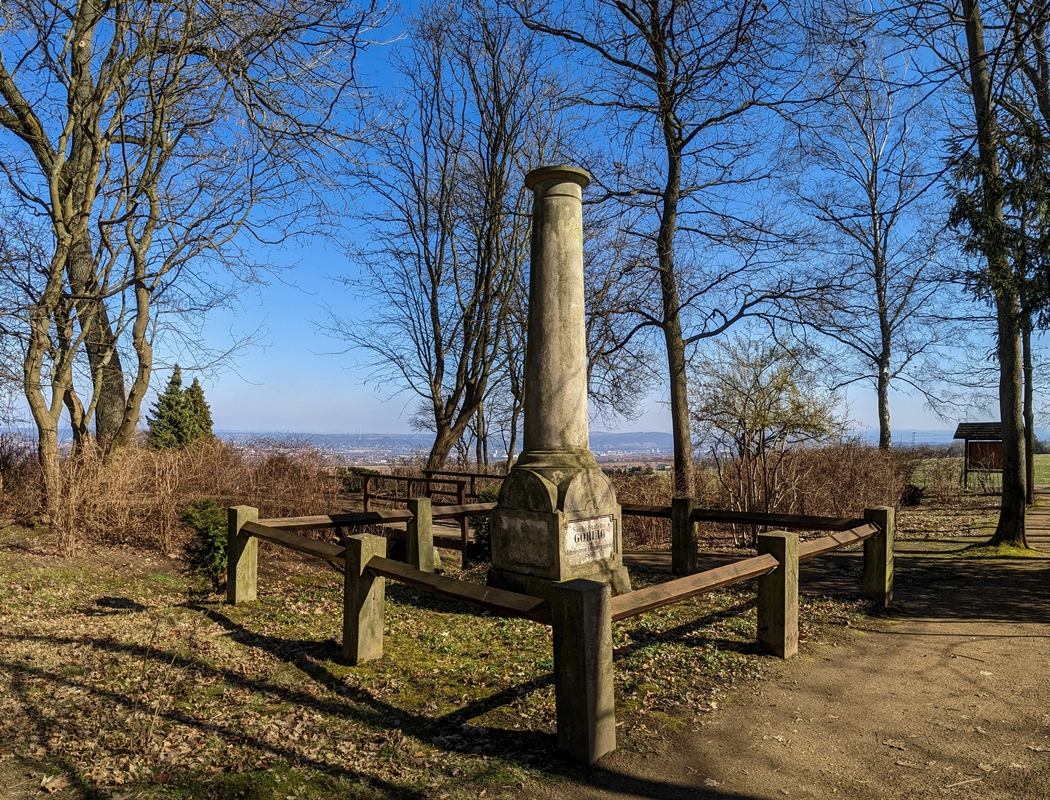
Triangulationssäule
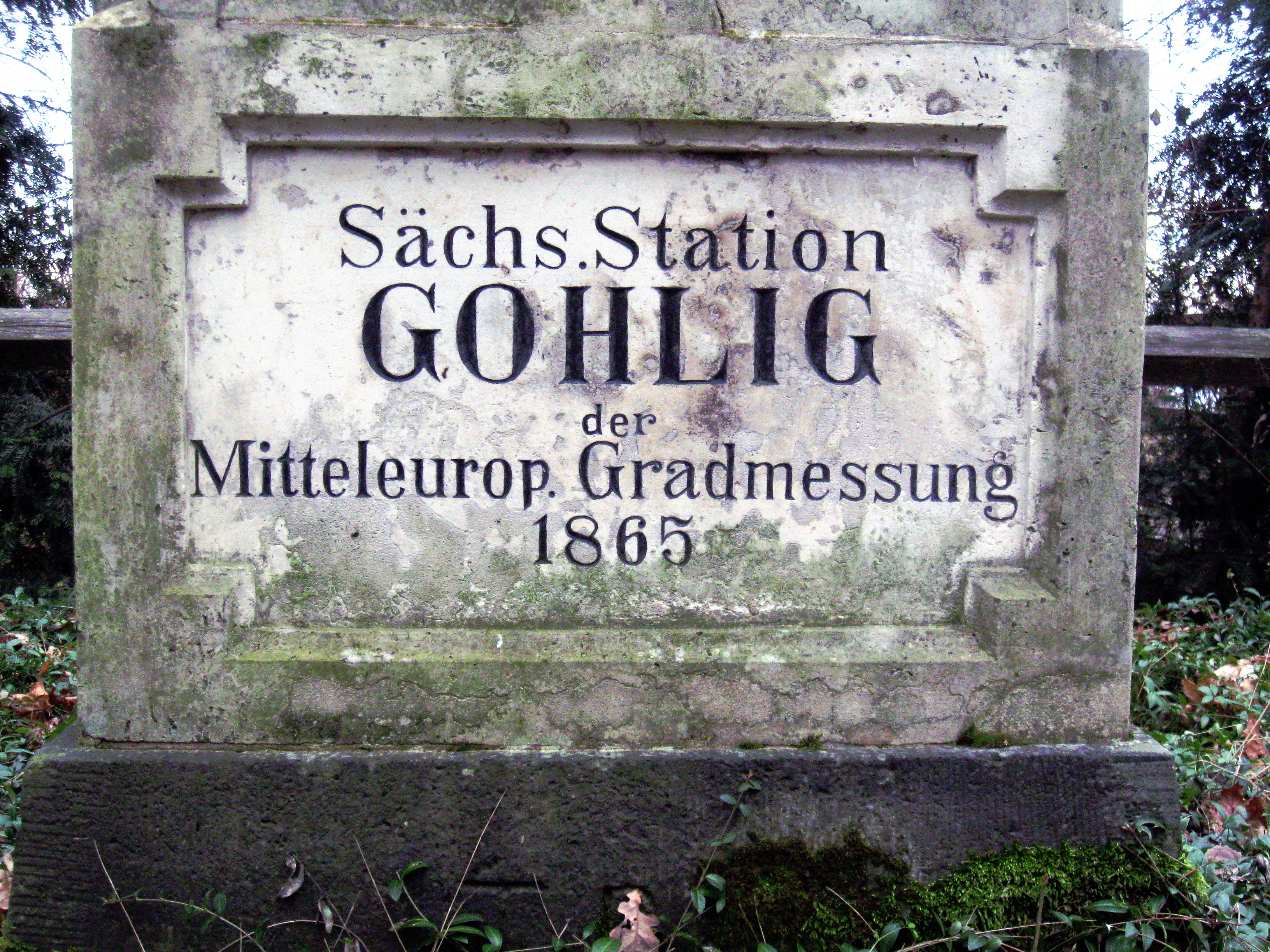
Sockelgravur der Triangulationssäule